# Родригес, Карлос Фелипе
Карлос Фелипе Родригес Рангел (исп. Carlos Felipe Rodríguez Rangel; 3 апреля 1989, Морелия, Мексика) — мексиканский футболист, вратарь клуба «Хуарес».

## Клубная карьера
Родригес — воспитанник клуба «Монаркас Морелия» из своего родного города. 1 ноября 2009 года в матче против «Гвадалахары» он дебютировал в мексиканской Примере, заменив Луиса Сандовала, после того, как был удалён основной вратарь команды Мойсеса Муньоса. На протяжении следующих сезонов Карлос был сменщиком Мойзеса, а после его ухода, Федерико Вилара. В 2013 году он стал обладателем Кубка Мексики. В 2014 году Родригес стал основным вратарём «персиков».

## Международная карьера
В 2011 году Родригес в составе сборной Мексики принял участие в Кубке Америки в Аргентину. На турнире он был запасным и на поле так и не вышел.

## Достижения
«Монаркас Морелия»
- Обладатель Кубка Мексики: 2013